# Platymetopius libanoticus
Platymetopius libanoticus är en insektsart som beskrevs av Abdul-nour 1987. Platymetopius libanoticus ingår i släktet Platymetopius och familjen dvärgstritar. Inga underarter finns listade i Catalogue of Life.